# No Dough Blues
No Dough Blues est un morceau de Blind Blake enregistré en 1928 pour Paramount Records.